# Stephen Fry: Out There
Stephen Fry: Out There is een tweedelige televisiedocumentaire uit 2013 waarin Stephen Fry op zoek gaat naar verschillende visies op homoseksualiteit en de levens van homo's op verschillende plekken verspreid over de wereld. De serie werd in januari 2014 en augustus 2016 uitgezonden door de VARA.

## Aflevering 1
Fry bezoekt het homo-echtpaar Elton John en David Furnish. Furnish is filmproducent en -regisseur en maakte een documentaire Tantrums & Tiaras over Elton John. Het koppel heeft Fry geïnspireerd open te zijn over zijn seksualiteit. Fry reist naar Oeganda, waar de regering bezig was met de voorbereiding van een wet die homoseksualiteit strafbaar stelt als misdaad, bestrafbaar met de doodstraf. In de Verenigde Staten onderzoekt Fry homotherapie (Conversion therapy of reparative therapy) en spreekt met de homoseksuele acteurs Neil Patrick Harris en David Ross en psycholoog Joseph Nicolosi.

## Aflevering 2
Fry bezoekt Brazilië, waar gemiddeld iedere 36 uur een homo wordt vermoord. Hij interviewt er de antihomopoliticus Jair Bolsonaro. In Rusland spreekt Fry met homo-activisten en de Russisch-orthodoxe politicus Vitali Milonov. In India onderzoekt hij de uitsluiting van hijra's.